# Kościół św. Mikołaja w Królewcu (staromiejski)

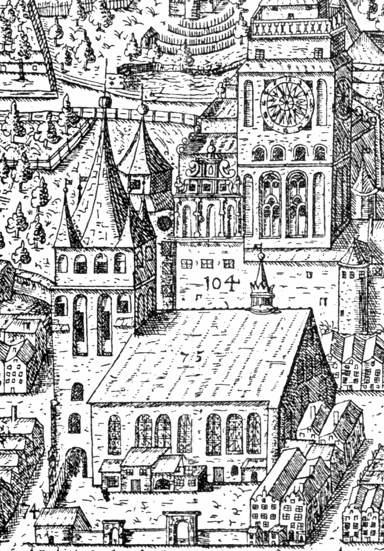
Dawny kościół Staromiejski na fragmencie panoramy Królewca z 1613 r. (w głębi wieża Zamku Królewieckiego).

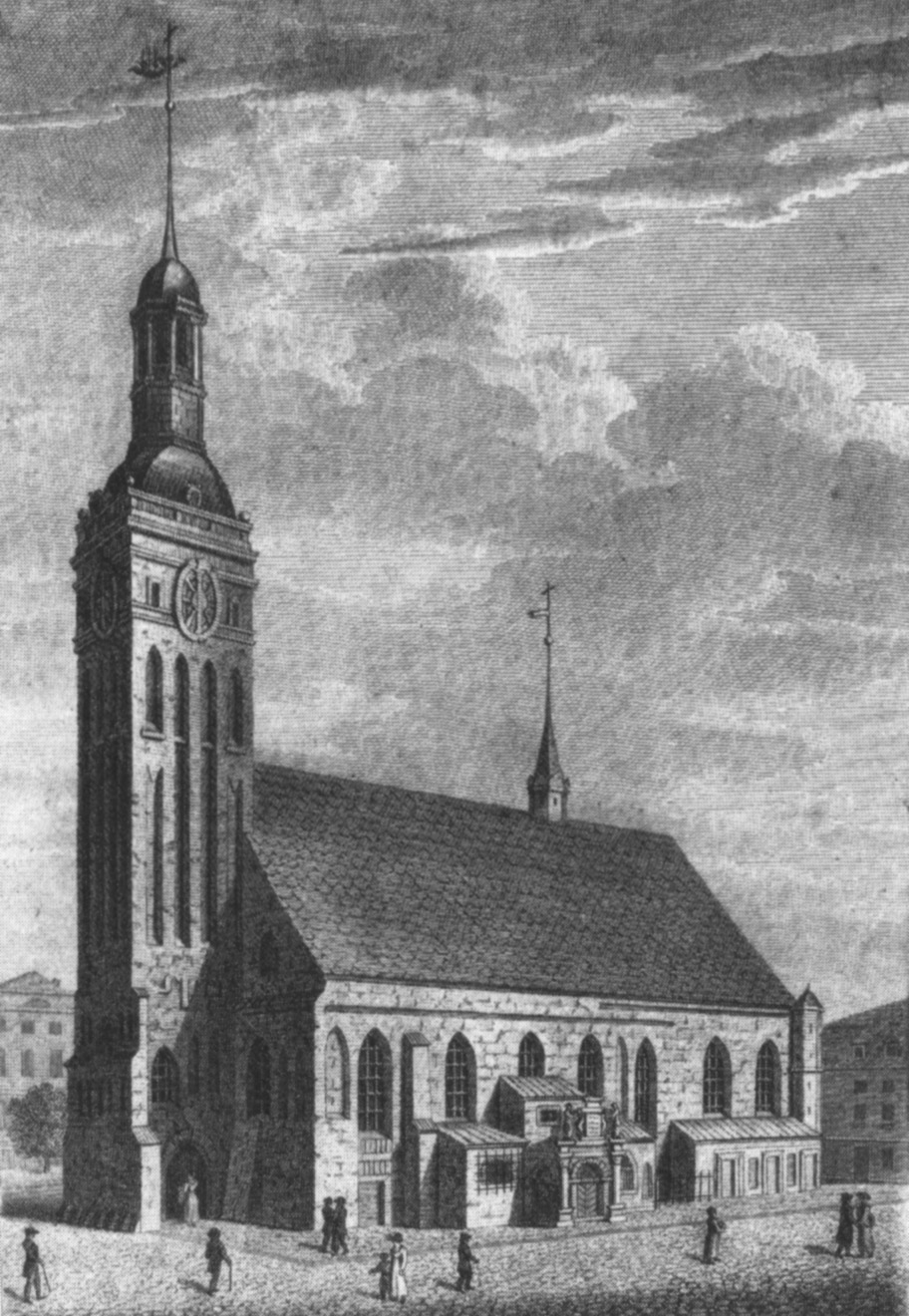
Fara przed 1828 r.

Kościół św. Mikołaja w Królewcu – dawny kościół farny pod wezwaniem św. Mikołaja na Starym Mieście w Królewcu, założony w 1264 r. i wielokrotnie przebudowywany. Znajdował się u stóp Zamku Królewieckiego na późniejszym placu Cesarza Wilhelma. Został rozebrany w latach 1826–1828 z powodu złego stanu technicznego. Był budowlą gotycka, halową, wzniesioną około 1360 r., sklepienia dopiero 1504–1537. Posiadał masywną wieżę zach., zwieńczoną strzelistym hełmem. W 1523 były głoszone w nim pierwsze ewangelickie kazania przez mnicha Joh. Amandusa. W 1575 r. przed ołtarzem został tu pochowany Johannes Luther (1526–1575), pierworodny syn reformatora. Do bardziej znanych miejscowych duchownych należał Valentin Thilo (Starszy).

## Nowy kościół św. Mikołaja (Staromiejski)
W dniu 15 października 1845 r. odbyła się konsekracja nowego kościoła staromiejskiego (niem. Altstädtische Kirche) przy ulicy Pocztowej (Poststrasse). Został on wzniesiony według projektu Karla Friedricha Schinkla w stylu neogotyckim na rzucie krzyża greckiego, z wysoką wieżą od wschodu. Przeniesiono do niego większość wyposażenia ze starego kościoła (m.in. ołtarz z 1606 i wiszący świecznik maryjny z rogów jelenich).
Kościół miał 3 dzwony z lat 1469, 1622 i 1711.
Został zniszczony 28 sierpnia 1944 przez angielskie lotnictwo. Dalsze zniszczenia spowodowała Armia Czerwona w czasie ataku na miasto. Po wojnie kościół został rozebrany w połowie lat 50.

## Kościół św. Mikołaja w Steindamm
Wezwanie św. Mikołaja nosił również filialny i cmentarny kościół na przedmieściu Steindamm, założony jako najstarsza świątynia miasta ok. 1255, w XVI-XIX w. służący Polakom-luteranom. Także w farze w XVI-XVIII w. odbywały się – obok niemieckich – także polskie nabożeństwa ewangelickie, odprawiane od 1529 przez ks. Jana Wnorowskiego, a następnie przez duchownych ze Steindamm.